# Клюковка (Оршанский район)
Клюковка (бел. Клю́каўка) — деревня в Оршанском районе Витебской области Белоруссии. В составе Высоковского сельсовета.

## География
Деревня расположена в 21 км на север от Орши, в 53 км от Витебска, в 1 км на запад от международной автомагистрали Санкт-Петербург — Одесса (в границах Беларуси — магистраль М8), также через деревню проходит республиканская автомобильная дорога Витебск — Орша (Р87).

### Гидрография
Через деревню протекает река Чёрная.

## История
До 2013 года деревня входила в состав и являлась центром Клюковского сельсовета.

## Население

### Численность
- 2019 год — 174 жителя

### Динамика
- 1998 год — 314 жителей, 122 дворов[2].
- 2019 год — 174 жителя (перепись населения)

## Достопримечательность
- Братская могила советских воинов. 7 мая 2024 года на братской могиле установлена мемориальная плита с именами 60 воинов Рабоче-крестьянской Красной армии, погибших в июне 1944 года при освобождении Оршанского района[3].

На мемориальной плите нанесены имена солдат 11-й Гвардейской стрелковой дивизии, которая была сформирована в январе 1942 года. Она входила в состав 3-го Белорусского фронта до февраля 1945 года, отличилась в Московской битве, принимала участие в Курской битве в районе Орла. Соединение выполнило поставленную задачу в Городокской операции, где вместе с другими частями овладело крупным железнодорожным узлом, которым был нынешний райцентр. В июне 1944 года дивизии поставили задачу прорвать оборонительный рубеж в направлении Орша — Витебск и обеспечить ввод в бой 2-го Тацинского танкового корпуса. Бойцы прорвали линию около деревни Клюковка после ожесточенных сражений. Сопротивление противника было особенно сильным и дивизия потеряла более 100 человек.
Большинство бойцов, чьи имена увековечили сегодня на мемориальной плите, — это стрелки и пулеметчики 27-го и 33-го полков, которые были захоронены в другой братской могиле неподалеку от не существующей теперь деревни Левадничи. Этот населённый пункт находился в 2,5 км от Клюковки.

## Известные лица
- Ермоленко, Николай Федорович — учёный[4].